# Ebba Tulu Chala
Ebba Tulu Chala (* 22. Juni 1996) ist ein schwedischer Leichtathlet äthiopischer Herkunft, der sich auf den Langstreckenlauf spezialisiert hat.

## Sportliche Laufbahn
Erste internationale Erfahrungen sammelte Ebba Tulu Chala im Jahr 2022, als er bei den Europameisterschaften in München nach 2:23:04 h den 54. Platz im Marathonlauf belegte. 2024 siegte er in 1:38:19 h beim Lidingöloppet und im Jahr darauf wurde er bei den erstmals ausgetragenen Straßenlauf-Europameisterschaften 2025 in Löwen in 1:02:34 h Zehnter im Halbmarathon.
2023 wurde Chala schwedischer Meister im Halbmarathon sowie 2024 im Marathon.

## Persönliche Bestleistungen
- Halbmarathon: 1:02:34 h, 12. April 2025 in Löwen
- Marathon: 2:07:38 h, 23. Februar 2025 in Sevilla